# Halmopota
Halmopota Haliday, 1856 è un genere di insetti della famiglia Ephydridae (Diptera: Schizophora) esclusivo della regione paleartica.

## Descrizione
Pur essendo classificato nella tribù degli Ephydrini, gli adulti di questo genere presentano alcuni caratteri che lo differenziano dai generi affini, come Ephydra o Setacera, e lo associano invece al genere Parydra, da cui viene distinto, in letteratura, nelle chiavi di determinazione analitica. In particolare, differiscono dal resto degli Ephydrini per la seguente combinazione di caratteri:
- clipeo proiettato in avanti oltre il profilo del margine inferiore della faccia;
- setole facciali allineate ai margini laterali della faccia, assenti lungo il margine inferiore e al centro.

Da Parydra e generi affini differiscono per i seguenti caratteri:
- setole fronto-orbitali tre, lateroclinate e ben sviluppate;
- setole dorsocentrali cinque, ben sviluppate, di cui due presuturali;
- setole prescutellari presenti e ben sviluppate;
- setole scutellari non inserite su tubercoli;
- tarsi provvisti di pulvilli rudimentali e con unghie relativamente lunghe e diritte;
- venatura alare con radio-mediale posizionata sotto la giunzione di R1 con la costa.

Il genere è inoltre caratterizzato dal corpo relativamente grande e di aspetto pruinoso, dalle antenne provviste di arista glabra e non pettinata, dalla netta separazione della subcosta da R1, dalla prossimità della vena medio-cubitale discale al margine posteriore dell'ala.
La larva è del tipo ricorrente fra gli Ephydrini: più o meno fusiforme, anfipneusta (seconda e terza età), con spiracoli tracheali addominali portati all'apice di un tubo respiratorio bifido che si prolunga dorsalmente dall'ultimo urite. I segmenti toracici sono privi di zampe, mentre gli otto segmenti addominali sono provvisti di pseudozampe. A differenza delle larve di altri generi affini (Ephydra, Setacera) le pseudozampe dell'ultimo paio sono uguali a quelle dei segmenti anteriori.

## Biologia e habitat
La biologia delle Halmopota è analoga a quella ricorrente fra gli Ephydrini, con specie comunemente associate ad ambienti umidi d'acqua salina o salmastra, come lagune e stagni costieri. Le larve sono organismi bentonici a regime dietetico microfago. Gli adulti si rinvengono sulla superficie dell'acqua e nelle aree circostanti.

## Sistematica
Halmopota fu istituito da Haliday (1856) in una sintetica descrizione nelle appendici da lui redatte in "Insecta Britannica, Diptera" di Francis Walker. Nel genere vi fu compresa la specie Halmopota salinaria, precedentemente descritta da Bouché (1834) con il nome Ephydra salinaria.
L'affinità biologica, ecologica e morfologica con il genere Ephydra ha comportato una sostanziale stabilità nell'inquadramento tassonomico di Halmopota fin dall'Ottocento (Becker, 1896). Va tuttavia osservato che Canzoneri & Meneghini (1974) includevano il genere nella sottofamiglia Halmopotinae. La presenza di caratteri apomorfici degli Ephydrini (atrofia dei pulvilli, conformazione delle unghie tarsali, presenza di pseudozampe addominali nelle larve, l'habitat e biologia delle stesse, associati alla microfagìa a spese di microrganismi acquatici) giustificano l'appartenenza di Halmopota a questa tribù e la sinonimia di Halmopotinae e Ephydrini.
Nella storia della suddivisione tassonomica, alla specie tipo designata da Haliday si aggiunse ben presto una seconda specie, descritta da Loew (1860), Halmopota mediterranea. Tutte le altre specie sono state classificate nel corso del Novecento, dai primi anni del secolo fino agli anni ottanta. Per la sua distribuzione paleartica, i contributi alla sistematica di questo genere provengono quasi esclusivamente da entomologi europei: il tedesco Becker (1907, 1926), il britannico Brunetti (1919), gli italiani Canzoneri e Meneghini (1974), la russa Krivosheina. Una sola specie è stata classificata da un autore nordamericano (Cresson, 1934).
I nomi validi attribuiti a specie di questo genere dal BioSystematic Database of World Diptera sono 12 ai quali si aggiunge un sinonimo minore. Mathis & Zatwarnicki (1998), nel Manual of Palaearctic Diptera segnalano l'esistenza di 11 specie, ma non sono stati trovati riscontri in merito alla successione cronologica delle revisioni. La nomenclatura completa, secondo il BDWD, è la seguente:
- Halmopota anatolica (=anatolicus) Canzoneri & Meneghini, 1974 (in origine Halmopota mediterraneus ssp. anatolicus)
- Halmopota chinensis Krivosheina, 1989
- Halmopota hutchinsoni Cresson, 1934
- Halmopota insignis (Becker, 1926) (in origine Napaea insignis)
- Halmopota kozlovi Becker, 1907. Sinonimo: Halmopota murina Becker, 1926
- Halmopota mediterranea (=mediterraneus) Loew, 1860
- Halmopota salinaria (=salinarius) (Bouché, 1834) (in origine Ephydra salinaria)
- Halmopota septentrionalis Canzoneri & Meneghini, 1974 (in origine Halmopota mediterraneus ssp. septentrionalis)
- Halmopota stackelbergi Krivosheina, 1989
- Halmopota tomentosa (=tomentosus) Canzoneri & Meneghini, 1974
- Halmopota villosa Becker, 1907
- Halmopota viridescens Brunetti, 1919

È controversa l'attribuzione del genere maschile o femminile al nome Halmopota. In origine, l'aggettivo salinaria fu attribuito al genere Ephydra (Bouché, 1834) e, quindi, al femminile. Nella riclassificazione, Haliday mantenne il genere femminile, adottando il nome Halmopota salinaria. Questa impostazione si è mantenuta per decenni, fino a Canzoneri & Meneghini (1974) che applicarno il genere maschile (H. salinarius, H. mediterraneus). Secondo Sabrosky (1998) non ci sarebbero apparenti ragioni per emendare l'originaria attribuzione al femminile, tuttavia il genere maschile è attribuito anche da Zatwarnicki e ricorre perciò anche nel catalogo di Fauna Europaea.

## Distribuzione
Genere esclusivamente paleartico, Halmopota è rappresentato in Europa, Nordafrica e Asia. In Europa sono presenti solo quattro specie: H. salinaria, H. mediterranea, H. insignis e H. septentrionalis. Di queste, solo due sono presenti in Italia. Halmopota mediterranea, specie di ampia distribuzione, in Italia è segnalata solo in Sicilia. Halmopota septentrionalis è invece endemica del Nord Italia e della Penisola. Non ci sono segnalazioni relative alla Sardegna.